# Liste der Erzherzoge von Österreich

Erzherzogtum Österreich (1512)

Hier aufgeführt sind die regierenden Erzherzöge im Erzherzogtum Österreich, nicht sämtliche habsburgischen bzw. habsburg-lothringischen Prinzen und Prinzessinnen, die Erzherzog von Österreich (Erzherzog zu Österreich) von ihrer Geburt an als Titel ihres fürstlichen Hauses, des so genannten Erzhauses, führten.

## Einführung des Titels
Am Dreikönigstag 1453 bestätigte der habsburgische Kaiser Friedrich III. die Österreichischen Freiheitsbriefe Rudolfs IV. von 1358/1359, eine erfundene Urkunde, mit der Rudolf den Erzherzogstitel zu einer Zeit, als die Habsburger den Römischen Kaiser noch nicht stellten, de facto einführte. Mit Friedrichs III. Sanktus wurde nun das später Privilegium maius genannte Staatsdokument rechtskräftig (Privilegium minus nannte man zur Unterscheidung die Erhebung Österreichs zum Herzogtum 1156).
Somit erhielt das damalige Österreich (nicht zu verwechseln mit dem späteren Kaisertum Österreich oder der heutigen Republik), bisher Herzogtum, die Bezeichnung Erzherzogtum und im Heiligen Römischen Reich eine im Rang ähnliche Stellung wie die Kurfürstentümer. Die Kurwürde, das Recht, den  römischen König zu wählen, war mit dieser Rangerhöhung aber nicht verbunden. Friedrichs Mündel, Ladislaus Postumus, führte nach Reichsrecht als erster rechtskräftig den Titel des Archidux Austriae (Erz-Herzog von Österreich), der von den Habsburgern in der Folge bis 1918 getragen wurde und von 1804 an Teil des großen Titels des Kaisers von Österreich war.
Da nach Reichsrecht alle legitimen männlichen Nachkommen eines Fürsten das gleiche Herrschaftsrecht erbten (wenn auch die tatsächliche Herrschaft später auf den ältesten Nachkommen fokussiert wurde, um die Zersplitterung zu vermeiden), trugen bald alle Prinzen und Prinzessinnen des Hauses Habsburg den Erzherzogtitel. Der Titel Erzherzog bestand weltweit ausschließlich in dieser Dynastie (siehe Pragmatische Sanktion, Stammliste der Habsburger, Habsburg-Lothringen).

## Herrschaftsgebiet des Erzherzogtums
Der Begriff „Österreich“ hatte verschiedene Bedeutungen. Er konnte das Haus Österreich, die regierende Dynastie, bezeichnen. Er wurde für die alten Habsburgischen Erblande verwendet. Er konnte, was im Lauf der Jahrhunderte zunehmend der Fall war, deren gesamtes Herrschaftsgebiet oder ab 1867 dessen westlichen Teil, Cisleithanien, bezeichnen. 
In unmittelbarer Verbindung mit dem Erzherzogtitel war aber stets nur Österreich ob und unter der Enns (heutiges Ober- und Niederösterreich) mit der Hauptstadt Wien gemeint, der historische Kern des habsburgischen Herrschaftsgebietes; nur er war bis 1804 reichsrechtlich unter Österreich zu verstehen.
Die Trennung in das Land ob[er] (Donau-oberhalb, westlich) und unter, teils auch nieder (östlich) der Enns – als naturräumliche Gliederung – ist anfangs auf eine Provinz (provincia) und ein (Land-)Gericht ob der Enns beschränkt, mit einem Landeshauptmann / Landrichter, während in den beiden anderen Landesteilen Österreichs, ober (nördlich der Donau) und unter (südlich) dem Manhartsberg, ein Marschall zuständig war. Die Trennung wird politisch, im Sinne zweier (Erz-)Herzogtümer, das erste Mal im Bruderzwist Albrechts mit Friedrich im 15. Jahrhundert aktuell, dann wieder im Österreichischen Erbfolgekrieg, als Maria Theresia und Karl Albrecht der Bayer beide von einem Erzherzogtum ob der Enns sprechen. 1783, nach Erwerb des Innviertels, wird Österreich ob der Enns eigenes Kronland, noch mit unklarer staatsrechtlicher Stellung in Bezug auf die Erzherzogswürde, aber erst 1861 im Rahmen des Februarpatents endgültig im Status eines eigenen Erzherzogtum bestätigt – der (gemeinsame) Titel Erzherzog von Österreich für diese beiden Länder (und nur diese) bleibt aber bis 1918 aufrecht, nur fallweise spricht man von einem Erzherzogtum ob und unter der Enns.
Der hier regierende Erzherzog war also die meiste Zeit sowohl Oberhaupt der Dynastie Habsburg, Monarch deren Reiches, Regent derer Erblande, wie auch speziell Landesherr im Gebiet der heutigen Bundesländer Ober- und Niederösterreich; als dieser trug er den Titel. Da der regierende Erzherzog meistens auch den Kaisertitel trug und meist in allen seinen Ländern Landesherr war, war sein Erzherzogstitel allerdings vor allem von historischer und schmückender Bedeutung. Wichtiger war er für seine nicht regierenden Familienangehörigen, die dadurch aus der unüberschaubaren Menge deutscher Prinzen und Prinzessinnen herausragten.

## Die Erzherzöge als Landesherren von Österreich
Vor 1457 siehe: Liste der Markgrafen und Herzöge von Österreich im Mittelalter
Unter weitere Titel werden Kaiser- und Königstitel genannt, nicht aber Titel niedrigeren Ranges wie Herzog, Fürst, Markgraf oder Graf
Usurpatoren, Eroberer und andere Gegenherrscher sind mit dunkelgrauem Hintergrund unterlegt, vertraglich vom jeweiligen Regenten anerkannte Kontrahenten hellgrau
† verstorben
* unmittelbarer Amtsantritt mit dem Tod des Vorgängers
| Bild              | Name                                 | Geschlecht          | weitere Titel | Verwandtschaft              | von                                | Anm. | bis               | Anm. |
| ----------------- | ------------------------------------ | ------------------- | --- | --------------------------- | ---------------------------------- | --- | ----------------- | --- |
|                   | Ladislaus Postumus                   | Habsburg            | König von Böhmen, Ungarn (V.) | Sohn von Albrecht V.        | 6. Jänner 1453                     | Bestätigung des Titels, ist Herzog von Geburt am 22. Februar 1440 an                                                                | 23. November 1457 | † |
|                   | Friedrich V., der Friedfertige       | Habsburg            | römisch-deutscher Kaiser (III.) | Großneffe von Albrecht III. | 23. November 1457                  | *; war vorher schon seit 27. Oktober 1439 interimistisch und seit 22. Februar 1440 als Vormund Regent (1)                           | 26. Dezember 1462 | Ende der Belagerung von Wien durch Albrecht                                                                                              |
|                   | Albrecht VI., der Freigiebige        | Habsburg            | seit 6. Jänner 1453 Erzherzog | Bruder des Vorgängers       | 21. August 1458                    | Hausvertrag mit Friedrich, Regierungsantritt in Österr. o.d.Enns                                                                    | 2. Dezember 1463  | † |
| 26. Dezember 1462 | Albrecht VI., der Freigiebige        | Habsburg            | seit 6. Jänner 1453 Erzherzog | Bruder des Vorgängers       | Machtübernahme in Österr. u.d.Enns | |                   | † |
|                   | Friedrich V. (fortgesetzte Amtszeit) | Habsburg            | römisch-deutscher Kaiser (III.) |                             | 2. Dezember 1463                   | *; residiert 1484–1493 zu Linz | 19. August 1493   | † |
|                   | Matthias Corvinus                    | Hunyadi             | (Gegen-)König in Böhmen, Ungarn |                             | 1. Juni 1485                       | Einnahme von Wien, beansprucht den Herzogstitel (Beginn des Feldzugs 1477)                                                          | 6. April 1490     | †; 29. August 1490 Rückeroberung Wiens durch Maximilian                                                                                  |
|                   | Maximilian I., der letzte Ritter     | Habsburg            | römisch-deutscher Kaiser | Sohn von Friedrich V.       | 19. August 1493                    | * | 12. Jänner 1519   | † |
|                   | Karl I.                              | Habsburg            | römisch-deutscher Kaiser (V., 1520–56), König von Spanien (I.), bd.Sizilien, Ungarn (III.) etc., d.Balearen, kan.u.ind. Inseln u.jenseits d.Ozeans | Enkel des Vorgängers        | 12. Jänner 1519                    | * | 28. April 1521    | Reichstag zu Worms, Einsetzung eines Reichsregiment, Wormser Erbteilungsvertrag ebenda                                                   |
|                   | Ferdinand I.                         | Habsburg            | römisch-deutscher Kaiser (V., ab 1558), König von Böhmen, Ungarn (ab 1526/27) etc.                                                                 | Bruder des Vorgängers       | 28. April 1521                     | Regentschaftsübergabe im Wormser Vertrag                                                                                            | 25. Juli 1564     | † |
|                   | Maximilian II.                       | Habsburg            | römisch-deutscher Kaiser, König von Böhmen, Ungarn etc.                                                                                            | Sohn des Vorgängers         | 25. Juli 1564                      | * | 12. Oktober 1576  | † |
|                   | Rudolf V.                            | Habsburg            | römisch-deutscher Kaiser (II.), König von Böhmen, Ungarn etc.                                                                                      | Sohn des Vorgängers         | 12. Oktober 1576                   | * | 25. Juni 1608     | Frieden von Lieben, Verzicht auf Österr. ua., † 20. Jänner 1612                                                                          |
|                   | Matthias [I.]                        | Habsburg            | römisch-deutscher Kaiser, König von Böhmen, Ungarn etc.                                                                                            | Bruder des Vorgängers       | 25. Juni 1608                      | Frieden von Lieben, September 1578 Beginn des Bruderzwists, seit 1593 Statthalter in Österr.                                        | 20. März 1619     | † |
|                   | Ferdinand II.                        | Habsburg            | römisch-deutscher Kaiser, König von Böhmen (2), Ungarn etc.                                                                                        | Neffe von Maximilian II.    | 20. März 1619                      | * | 15. Februar 1637  | † |
|                   | Ferdinand III.                       | Habsburg            | römisch-deutscher Kaiser, König von Böhmen, Ungarn etc.                                                                                            | Sohn des Vorgängers         | 15. Februar 1637                   | * | 2. April 1657     | † |
|                   | Leopold V.                           | Habsburg            | römisch-deutscher Kaiser (I.), König von Böhmen, Ungarn etc.                                                                                       | Sohn des Vorgängers         | 2. April 1657                      | * | 5. Mai 1705       | † |
|                   | Joseph I.                            | Habsburg            | römisch-deutscher Kaiser, König von Böhmen, Ungarn etc.                                                                                            | Sohn des Vorgängers         | 5. Mai 1705                        | * | 17. April 1711    | † |
|                   | Karl II. (3)                         | Habsburg            | römisch-deutscher Kaiser (VI.), König von Böhmen (II.), Ungarn (III.) etc.                                                                         | Bruder des Vorgängers       | 17. April 1711                     | * | 20. Oktober 1740  | † |
|                   | Maria Theresia                       | Habsburg            | Königin von Böhmen, Ungarn etc., ab 1745 als Ehefrau Franz I. Kaiserin (4)                                                                         | Tochter des Vorgängers      | 20. Oktober 1740                   | * | 29. November 1780 | † |
|                   | Karl (III.)                          | Wittelsbach         | römisch-deutscher Kaiser (VII., 1742–45), Kurfürst, Herzog von Bayern, (Gegen-)König von Böhmen                                                    |                             | 2. Oktober 1741                    | Österreichischer Erbfolgekrieg, besetzt September 1741 Österreich ob der Enns und unter dem Manhartsberg; Erbhuldigung zu Linz 1741 | 16. April 1742    | Einberufung des Landtags nach Linz; Januar 1742 Rückeroberung von Linz, 25. Juni 1743 Erbhuldigung für M. Th. zu Prag, † 20. Jänner 1745 |
|                   | Joseph II.                           | Habsburg-Lothringen | römisch-deutscher Kaiser (seit 1765), König von Böhmen, Ungarn etc.                                                                                | Sohn von Maria Theresia     | 29. November 1780                  | *; Mitregent seit 1763 | 20. Februar 1790  | † |
|                   | Leopold VI.                          | Habsburg-Lothringen | römisch-deutscher Kaiser (II.), König von Böhmen, Ungarn etc.                                                                                      | Bruder des Vorgängers       | 20. Februar 1790                   | * | 1. März 1792      | † |
|                   | Franz I.                             | Habsburg-Lothringen | römisch-deutscher Kaiser (II., bis 1806), Kaiser von Österreich (I., ab 1804), König von Böhmen, Ungarn etc. (5)                                   | Sohn des Vorgängers         | 1. März 1792                       | * | 2. März 1835      | † |
|                   | Ferdinand IV., der Gütige            | Habsburg-Lothringen | Kaiser von Österreich (I.), König von Böhmen (V.), Ungarn (V.) etc.                                                                                | Sohn des Vorgängers         | 2. März 1835                       | * | 2. Dezember 1848  | Regierungsübergabe (6) |
|                   | Franz Joseph I.                      | Habsburg-Lothringen | Kaiser von Österreich (I.), König von Ungarn, Böhmen etc.                                                                                          | Neffe des Vorgängers        | 2. Dezember 1848                   | Regierungsübergabe | 21. November 1916 | † |
|                   | Karl (III.) (3)                      | Habsburg-Lothringen | Kaiser von Österreich (I.), König von Ungarn (IV.), Böhmen etc.                                                                                    | Großneffe des Vorgängers    | 21. November 1916                  | * | 11. November 1918 | Verzicht auf die Regierungsgeschäfte; 24. März 1919 Exil, 10. April 1919 Landesverweisung lt. Habsburgergesetz, † 1. April 1922 (7)      |

Nach 1918/19 siehe
- Liste der Bundespräsidenten der Republik Österreich (zum Staatsoberhaupt der Republik)
- Liste der österreichischen Landeshauptleute: Niederösterreich, Oberösterreich (zum Landesoberhaupt der beiden Nachfolgeterritorien im engeren, föderalen Sinne)
- Stammliste des Hauses Habsburg-Lothringen: Von Karl I. an (titulare Erbfolge) (8)